# Condylostylus nigripilosus
Condylostylus nigripilosus är en tvåvingeart som beskrevs av Robinson 1975. Condylostylus nigripilosus ingår i släktet Condylostylus och familjen styltflugor.
Artens utbredningsområde är Dominica. Inga underarter finns listade i Catalogue of Life.